# Combat de Lorge
Chouannerie
La bataille de Lorge se déroula le 28 octobre 1799 lors de la chouannerie. 

## Déroumelement
À la suite de la réussite de leur attaque de Saint-Brieuc et la libération de 247 prisonniers royalistes, les chouans, commandés par Pierre Mercier, se retirent dans la forêt de Lorge. Cependant, rapidement averti, le commandant républicain Comminet se porte à la rencontre des royalistes à la tête de 300 soldats et grenadiers. Les deux troupes se rencontrent près du château de Lorge. Mercier fait poster ses hommes en embuscade, mais les chevaux s'effrayent et se jettent au milieu des chouans. Les républicains profitent de la confusion et mettent les chouans en fuite,,.

## Les pertes
Le commandant de la colonne républicaine estime dans son rapport que 35 à 40 chouans ont été tués lors du combats. Cependant ce bilan est exagéré, les royalistes déplorent en réalité 19 blessés et sept morts, parmi lesquels Mme Le Frotter de Kerilis,,.